# Fernán Caballero (Ciudad Real)
Fernán Caballero è un comune spagnolo di 1 069 abitanti situato nella comunità autonoma di Castiglia-La Mancia.